# Virididentex acromegalus
Virididentex acromegalus är en fiskart som först beskrevs av Osório, 1911.  Virididentex acromegalus ingår i släktet Virididentex och familjen havsrudefiskar. Inga underarter finns listade i Catalogue of Life.